# Steinwand (berg)
Steinwand är ett berg i Österrike.   Det ligger i distriktet Liezen och förbundslandet Steiermark, i den östra delen av landet, 140 km sydväst om huvudstaden Wien. Toppen på Steinwand är 807 meter över havet.
Terrängen runt Steinwand är varierad. Runt Steinwand är det ganska glesbefolkat, med 25 invånare per kvadratkilometer.. Närmaste större samhälle är Eisenerz, 17,8 km sydost om Steinwand. 
I omgivningarna runt Steinwand växer i huvudsak blandskog.